# الرواك
الرواك أو الرواق منطقة عراقية في جنوب قضاء السلمان بمحافظة المثنى بصحراء الحجرة بالبادية العراقية جنوب العراق، فيها بئر اسمه جليب الرواك، ماؤها عذب وعمقها 45 متراً، حفرها ابن عويّد مِن الويبار ، الرواك في منتصف طريق ذي أرض وعرة يأتي من تخاديد شمالاً إلى أنصاب جنوباً. وهي أرض مَكْمَأة،
| الموقع | البعد كيلومتراً | الاتجاه    |
| ------ | -------------- | ---------- |
| تخاديد | 55             | شمال الغرب |
| أنصاب  | 35             | جنوب الشرق |